# Ian McDonald
Ian McDonald, född 31 mars 1960 i Manchester, är en brittisk science fiction-författare, bosatt i Belfast. Hans teman kretsar kring nanoteknik/ postcyberpunk-miljöer och snabb social och teknisk förändringsinverkan på icke-västerländska samhällen. Han debuterade med romanen Desolation Road 1988.
McDonald är känd för sina berättelser som är förlagda till utvecklingsländer. Hans Chaga Saga (1995–2000), som utspelar sig i Kenya, är speciellt intressant genom sin analys av AIDS-krisen i Afrika. Hans River of Gods (2004) är förlagd till Indien under 21:a århundradets mitt, och Brasyl (2007) har handlingen förlagd till 18:e och 21:a århundradena i det portugisisktalande Sydamerika. Senast i denna raden är The Dervish House (2010) som utspelar sig i Turkiet under fem dygn i slutet av 2020-talet. Ett karakteristiskt grepp är de utförliga, närmast barockstilsliknande, miljöbeskrivningarna.

## Utmärkelser i urval
- Nebulapriset för bästa långnovell, nominerad (1989) : Unfinished Portrait of the King of Pain by Van Gogh
- Arthur C. Clarkes pris bästa roman, nominerad (1990) : Desolation Road[5]
- Locuspriset Första roman-vinnare(1989) : Desolation Road
- Philip K. Dick priset Bästa novellsamling vinnare (1991) : King of Morning, Queen of Day [6]
- Locuspriset fantasy, nominerad (1992) : King of Morning, Queen of Day [7]
- Arthur C. Clarkes pris Bästa roman nominering (1993) : Hearts, Hands, and Voices [8]
- BSFA-priset nominerad (1992) : Hearts, Hands, and Voices [7]
- World Fantasy priset för bästa novell, nominerad (1994) : Some Strange Desire
- Philip K. Dicks pris Bästa romannominering (1994) : Scissors Cut Paper Wrap Stone [9]
- British Science Fiction Association Award Best Novel nominerad (1994) : Necroville [9]
- John W Campbell minnespris nominerad (1996) : Evolution's Shore
- British Science Fiction Association Award Bästta romannominering (1995) : Chaga [10]
- The John W. Campbell minnespris nominerad (1996) : Chaga [11]
- Theodore Sturgeon priset vinnare (2001): Tendeléo's Story
- British Science Fiction Association Award för bästa roman, vinnare (2004) : River of Gods [12]
- Arthur C. Clarkes pris nominerad till bästa roman (2005) : River of Gods [13]
- Hugopriset för bästa roman, nominerad (2005) : River of Gods [13]
- Hugopriset Bästa långnovell vinnare (2007) : The Djinn's Wife
- Nominerad finalist till Hugopriset för bästa roman (2008) : Brasyl
- British Science Fiction Association Award Bästa roman vinnare (2007) : Brasyl
- Warwickpriset för skrivande (2008/9) nominerad och nådde prisets "longlist" i november 2008 : Brasyl
- John W. Campbell minnespris nominerad (2008) : Brasyl [14]
- Locuspriset SF, nominerad (2008) : Brasyl [14]
- Nebulapriset nominerad (2008) : Brasyl [14]
- Nominerad finalist till Hugopriset för bästa roman (2011): The Dervish House
- Arthur C. Clarkes pris nominerad till bästa roman (2011): The Dervish House
- John W. Campbell minnespris nominerad (2011): The Dervish House
- British Science Fiction Association Award Bästa roman vinnare (2011): The Dervish House